# 瓦斯卡勒
瓦斯卡勒（法語：Wasquehal，今日发音多为[waskal] 或 [waskəal]，传统发音为[wakal]），法国北部城市，上法兰西大区北部省的一个市镇，隶属于里尔区，其市镇面积为6.86平方公里，2022年1月1日时人口数量为20,674人，在法国市镇中排名第459位（2022年）。
瓦斯卡勒位于北部省中部，省会里尔东北，是里尔的一个近郊卫星城，也是里尔欧洲都会区的组成部分。

## 地名来源
根据法国地名学家阿尔贝·多扎的论述，“Wasquehal”一名最初可能于1096年以“Waskenhal”的形式被记载，其前半部分“Wasken-”可能出自日耳曼人名“Wasco”，“-hal”则可能意为“房间、房屋”等，与现代法语单词“halle”同源。“Waskenhal”也是该地的佛拉芒语名称。
因翻译标准不同，“Wasquehal”在部分中文资料中又被译为瓦斯克哈尔或瓦斯凯勒。

## 历史

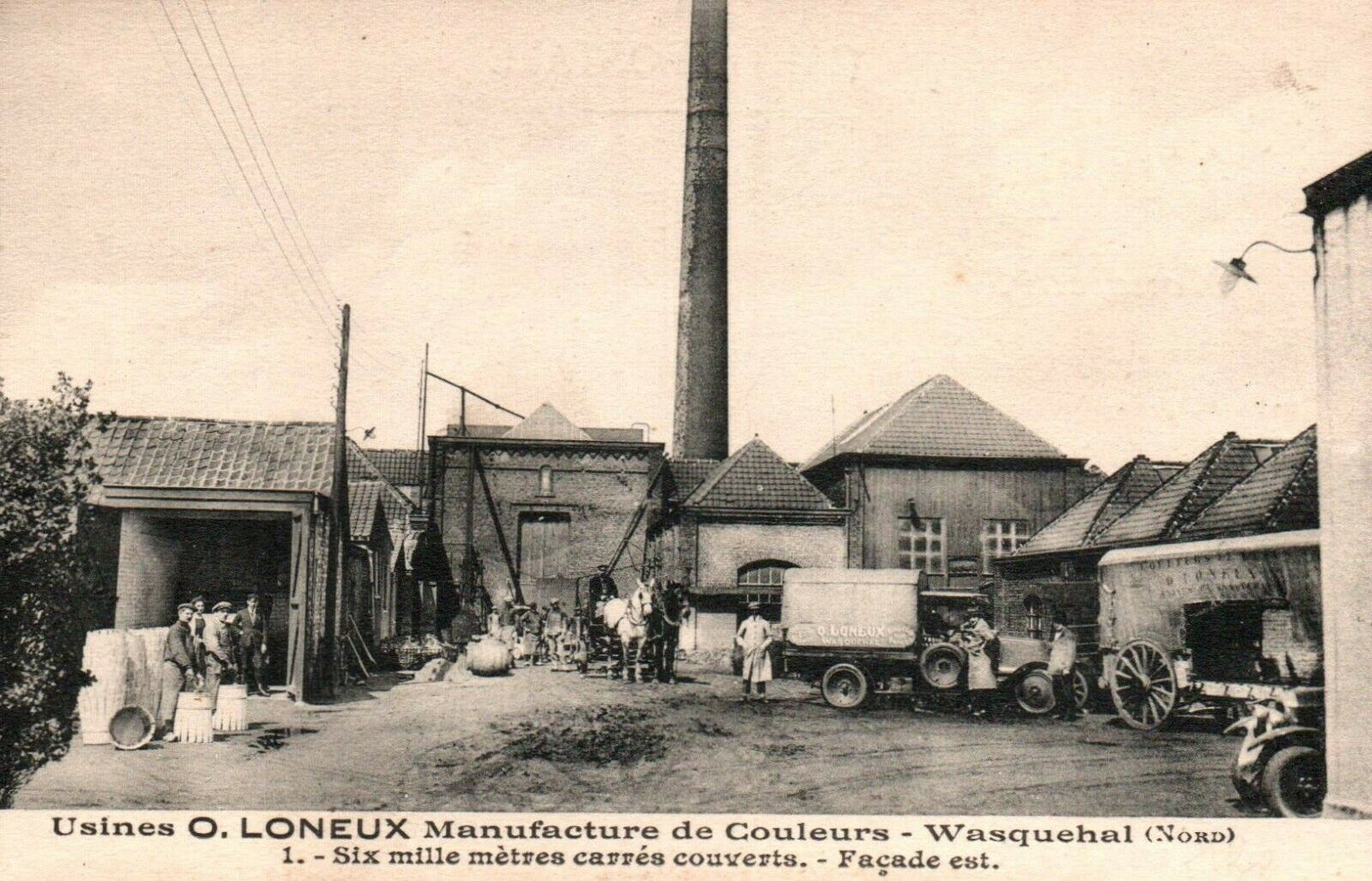
瓦斯卡勒境内的一处手工印染厂（1923年）

瓦斯卡勒的早期历史尚不清楚，该地最初可能于公元835年被提及。中世纪中后期，瓦斯卡勒长期为佛兰德伯国的一部分，十六世纪时曾被勃艮第伯爵获得，1713年根据《烏得勒支和約》正式并入法兰西王国。法国大革命后，瓦斯卡勒成为北部省的一个市镇。工业革命期间，瓦斯卡勒境内出现了多个工业部门。途经瓦斯卡勒的里尔—穆斯克龙铁路和鲁贝运河分别于1843年和1877年开通。此后得益于工业的发展以及里尔的城市扩张，瓦斯卡勒人口数量逐年增加。二战后，瓦斯卡勒境内的工业规模有所萎缩，一些工厂被改建为居民区。1980年4月25日，时任法国总统弗朗索瓦·密特朗曾到访瓦斯卡勒并在此发表演讲。

## 地理

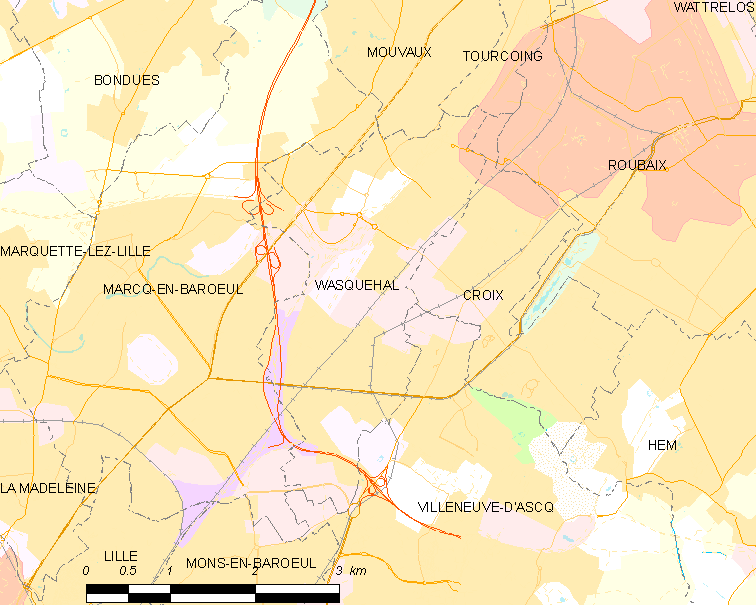
瓦斯卡勒市镇范围地图

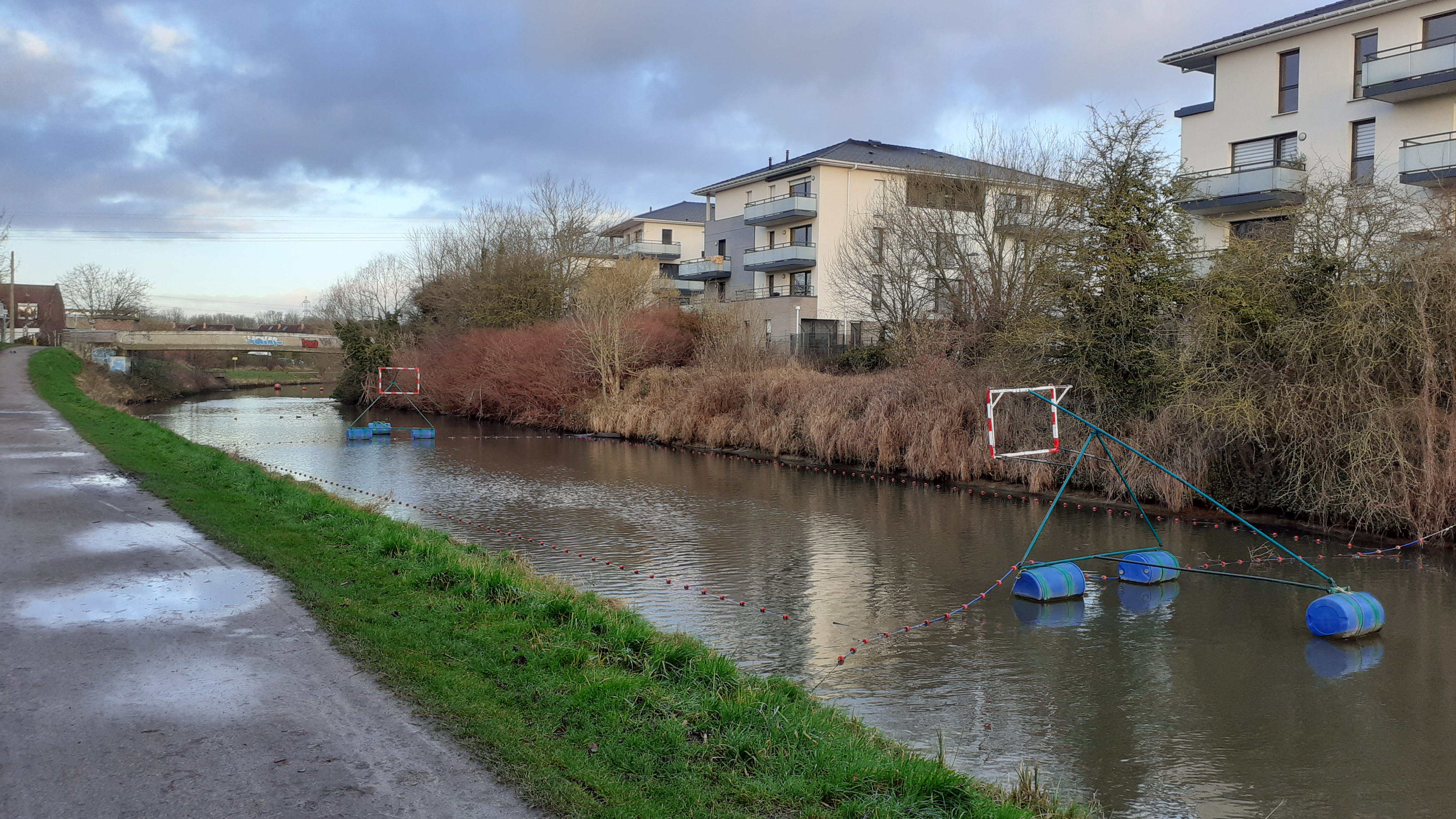
瓦斯卡勒境内的鲁贝运河

瓦斯卡勒位于法国北部，上法兰西大区北部和北部省中部，距离省会里尔大约9公里。与瓦斯卡勒接壤的市镇包括：克鲁瓦、穆沃、马克昂巴勒尔、图尔宽和阿斯克新城。

### 地形
瓦斯卡勒位于北部-加来海峡平原中部，梅朗图瓦地区腹地，境内以平原为主，市镇中心地势较为平坦，南侧部分区域略有起伏，全境海拔在18到47米之间。

### 水文
人工开凿的鲁贝运河横穿瓦斯卡勒市镇西部和北部。

### 植被
瓦斯卡勒属于温带阔叶混交林区，林地散落分布于河流附近，市区西侧的热尔内·里厄公园（Parc Gernez Rieux）是当地主要的城市绿地。
在鲜花城市的评比中，瓦斯卡勒被评为4星级（最高级）鲜花城市。

### 自然灾害
瓦斯卡勒的地震危险度等级为2级，属于低危险；氡辐射等级为1级，属于低危险。1982至2025年5月间，瓦斯卡勒境内共发生12次有记录的自然灾害，其中7次洪涝，3次干旱。

### 气候
瓦斯卡勒在柯本气候分类法中属于温带海洋性气候（Cfb）。

## 行政区划
瓦斯卡勒的市镇编号为59646，邮政编号为59290。
在行政管理方面，瓦斯卡勒隶属于法国上法兰西大区北部省里尔区；在地方选举方面，瓦斯卡勒隶属于克鲁瓦县，其市镇范围全境被划入北部省第七选区；在社会管理方面，瓦斯卡勒是里尔欧洲都会区的组成部分。
截至2025年6月，瓦斯卡勒市镇范围内暂无任何安全优先街区及城市政策优先街区。
法国国家统计与经济研究所（简称“INSEE”）在进行数据统计时，将瓦斯卡勒及相邻的另外59个市镇设为里尔城市核心区，并将包括瓦斯卡勒在内的周边共201个市镇划为里尔城市辐射区。 此外，INSEE还将瓦斯卡勒市镇分为了8个“块区”（IRIS），以便于统计人口分布情况。

## 交通

### 公路
A22高速公路经过瓦斯卡勒市镇西部和南部，另有里尔都会区道路M5a线、M48线、M51线、M64线、M112线、M652线和M670线在瓦斯卡勒境内交汇。瓦斯卡勒境内的大部分街道已完成城市化改造，配有照明、排水、人行道等设施。
2021年，79.2%的瓦斯卡勒家庭拥有至少一辆私人汽车。2023年，瓦斯卡勒境内共发生各类交通事故7起，造成7人受伤，其中2人重伤。
| 9 | 2.5 |

| 里尔 | 8.5 |

| 鲁贝 | 5 |

| 马克昂巴勒尔 | 3 |

### 铁路

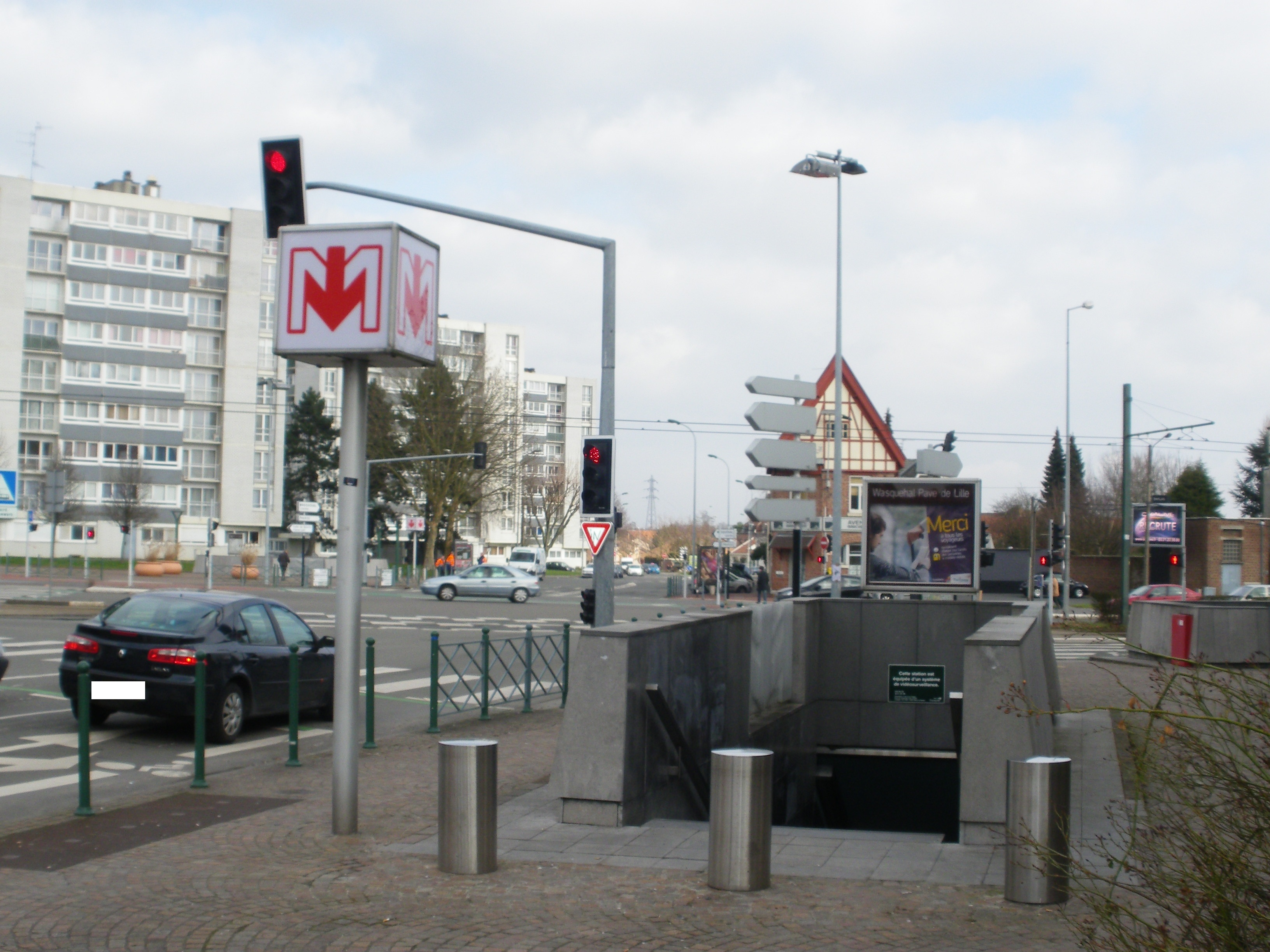
瓦斯卡勒境内的地铁瓦斯卡勒-里尔方块站

里尔—穆斯克龙铁路纵贯瓦斯卡勒。克鲁瓦-瓦斯卡勒站位于瓦斯卡勒市区东北部，该站停靠往返于巴黎和图尔宽一线的高速列车，以及往返于里尔和科特赖克/安特卫普之间的比利时城际列车。2016年，该站累计发送旅客数量6,835人次，是法国高速列车停靠的客流量最小的车站。

### 航空
瓦斯卡勒距离里尔机场的公路里程大约15公里。

### 城市公共交通
瓦斯卡勒是里尔都会公共交通（商业名称为“ilevia”）是当地的城市公共交通系统。截至2024年11月，该系统共包括2条地铁、两条有轨电车和70余条各类公交线路，其中里尔地铁2号线在瓦斯卡勒境内设有两座车站，另有有轨电车R线、T线和公交C11线、30路、32路经过了瓦斯卡勒市区。

## 政治

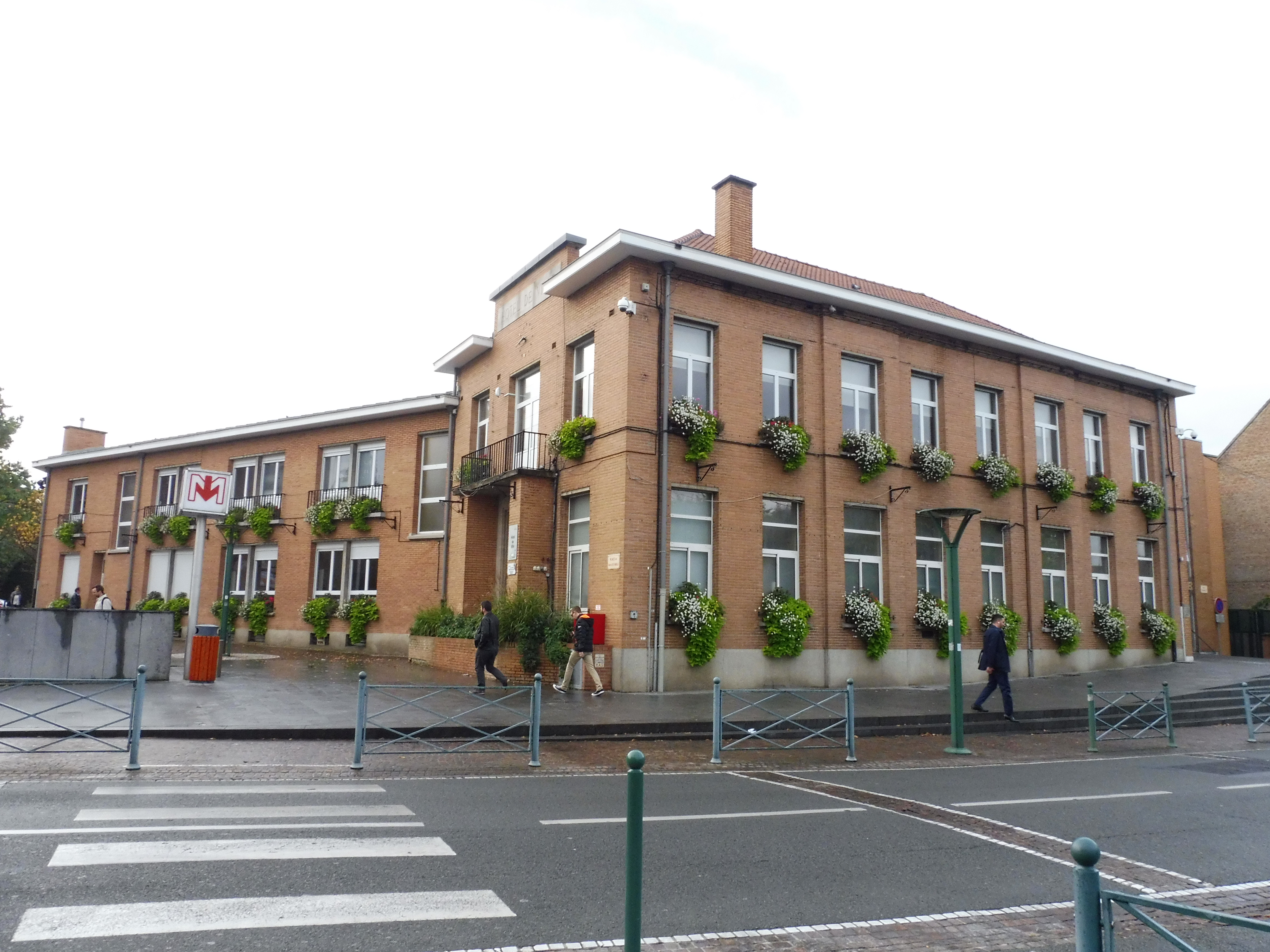
瓦斯卡勒市政厅

瓦斯卡勒的现任市长为斯特凡妮·迪克雷女士（Stéphanie DUCRET），她是一名右翼无党派人士，在2020年的市政选举中获得了56.33%的支持率。
在2022年的法国总统大选的第二轮选举中，法国第25任总统埃马纽埃尔·马克龙在瓦斯卡勒获得了69.68%的支持率。

## 人口
2022年，瓦斯卡勒市镇人口数量为20,674，在法国排名第459位。其中男性9,775人，女性11,061人，75岁及以上人口占8.0%，外籍人口数量为876人，人口密度为3,014人/平方公里，当地居民被称为（男性）或（女性）。2015至2021年间，瓦斯卡勒的人口增长率为–0.1%。2022年，瓦斯卡勒境内出生261人，死亡人口235人。
| 瓦斯卡勒1901年－2022年人口变化情况 |
|                                    |
| 数据来源：Cassini、INSEE           |

## 经济
瓦斯卡勒是里尔的一个近郊卫星城。INSEE于2020年将瓦斯卡勒划入里尔就业区（Zone d'emploi de Lille），并又于2022年将其划入瓦斯卡勒生活区（Bassin de vie de Lille）。截至2022年底，瓦斯卡勒市镇范围内共有活跃企业765家，其中61.6%的员工总数在9人及以下；按照产业分类，当地一、二、三产业占比分别为0.1%、11.4%和88.5%。（人力资源）、（药品批发）及（建筑工程）是当地2023年已公布营业额最高的三个企业，分别为32,246,576,000欧元、212,413,738欧元和208,936,638欧元。

## 财政与居民收入
2023年，瓦斯卡勒的财政收入总额为35,976,750欧元，财政支出总额为30,185,740欧元，当年的债务总额为13,213,810欧元。2023年，瓦斯卡勒市镇通过增值税获得862,040欧元的收入，此外当地还共获得了1,414,580欧元的国家直接财政补助。
| 瓦斯卡勒居民收入情况                             | 瓦斯卡勒居民收入情况 | 瓦斯卡勒居民收入情况 | 瓦斯卡勒居民收入情况 |
| 内容                                             | 瓦斯卡勒             |                      | 法國                 |
| ------------------------------------------------ | -------------------- | -------------------- | -------------------- |
| 居民平均时薪                                     | 19.5欧元（2022年）   | 15.9欧元（2022年）   | 17欧元（2022年）     |
| 高级职员人均时薪                                 | 28.3欧元（2022年）   | 26.1欧元（2022年）   | 29.1欧元（2022年）   |
| 中级职员人均时薪                                 | 15.9欧元（2022年）   | 16欧元（2022年）     | 16.6欧元（2022年）   |
| 普通职员人均时薪                                 | 12.4欧元（2022年）   | 11.7欧元（2022年）   | 12.1欧元（2022年）   |
| 工人人均时薪                                     | 12.0欧元（2022年）   | 12.2欧元（2022年）   | 12.5欧元（2022年）   |
| 贫困率                                           | 10%（2021年）        | 19.5%（2021年）      | 14.5%（2021年）      |
| 青壮年（15至64岁）失业率                         | 10.3%（2021年）      | 15.5%（2021年）      | 10.4%（2021年）      |
| 家庭总数                                         | 9,320（2022年）      | 1,650（2022年）      | 1,160（2022年）      |
| 征税家庭数量占比                                 | 688（2023年）        | 47.7%（2022年）      | 44.8%（2022年）      |
| 家庭年均纳税                                     | 5,798欧元（2023年）  | 3,156欧元（2022年）  | 4,481欧元（2022年）  |
| 资料来源：INSEE、L'Internaute、Le Journal du Net |                      |                      |                      |

## 社会事务

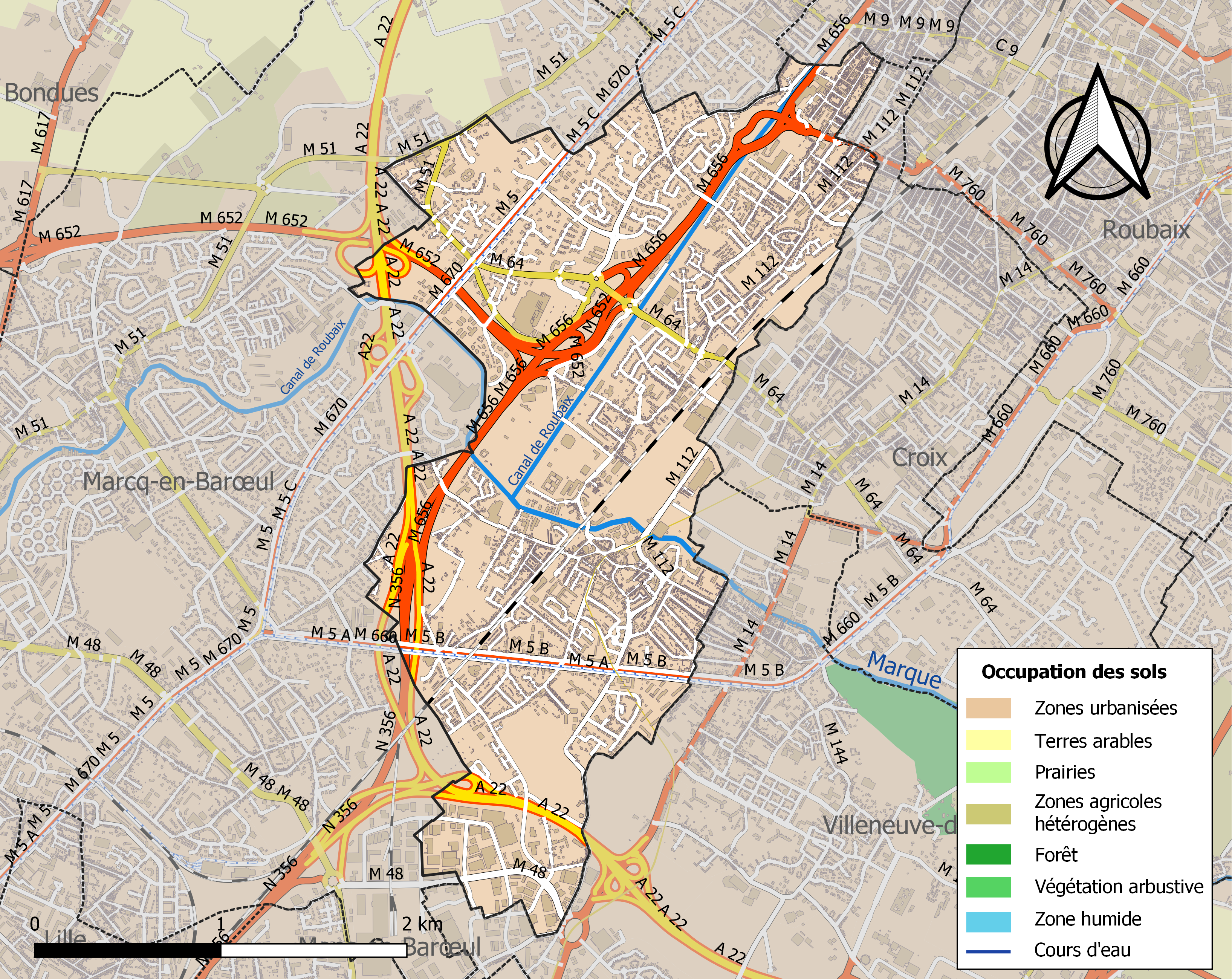
瓦斯卡勒土地利用情况地图

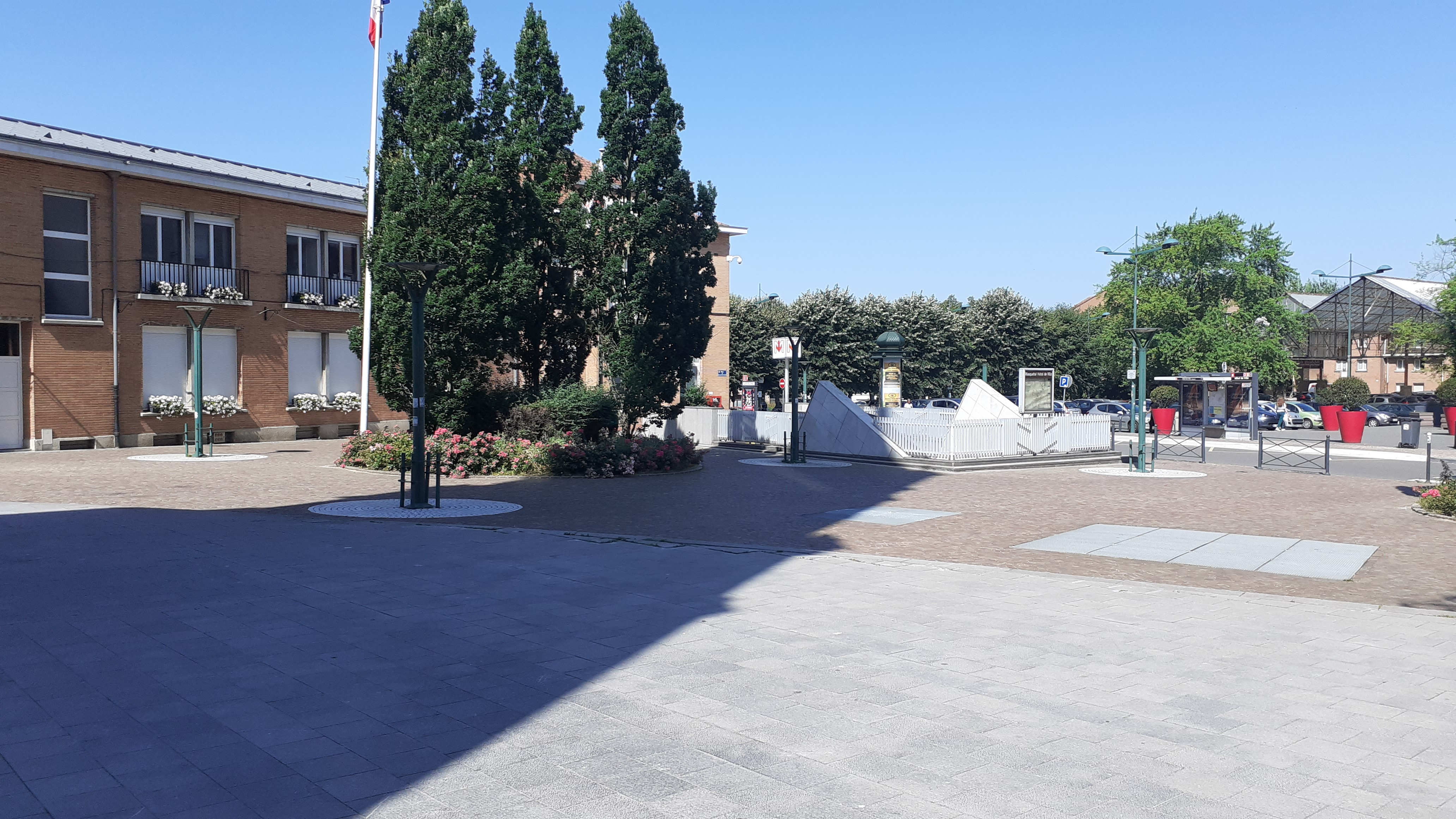
莫里斯·舒曼广场

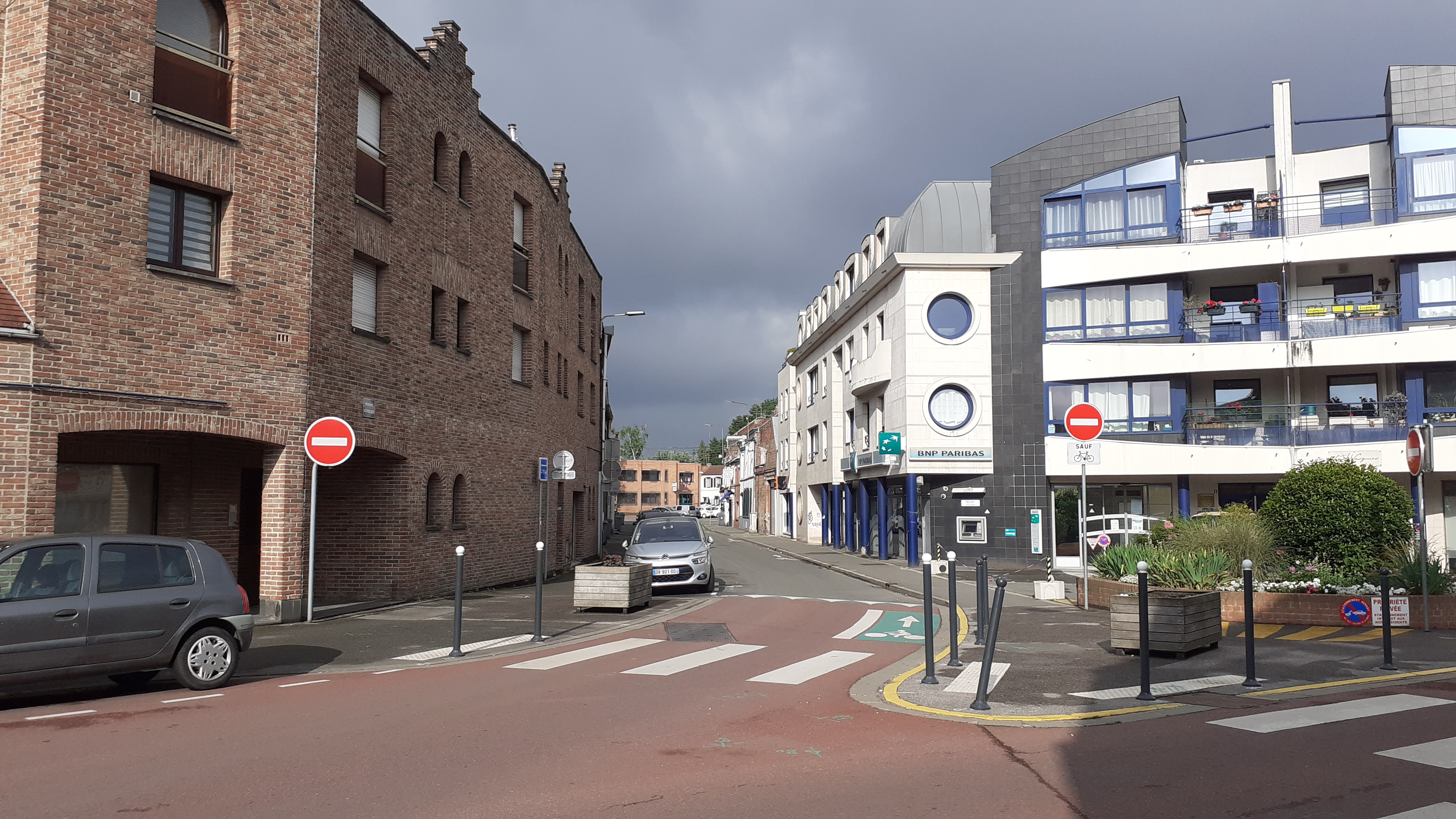
弗朗西斯科·费雷尔街

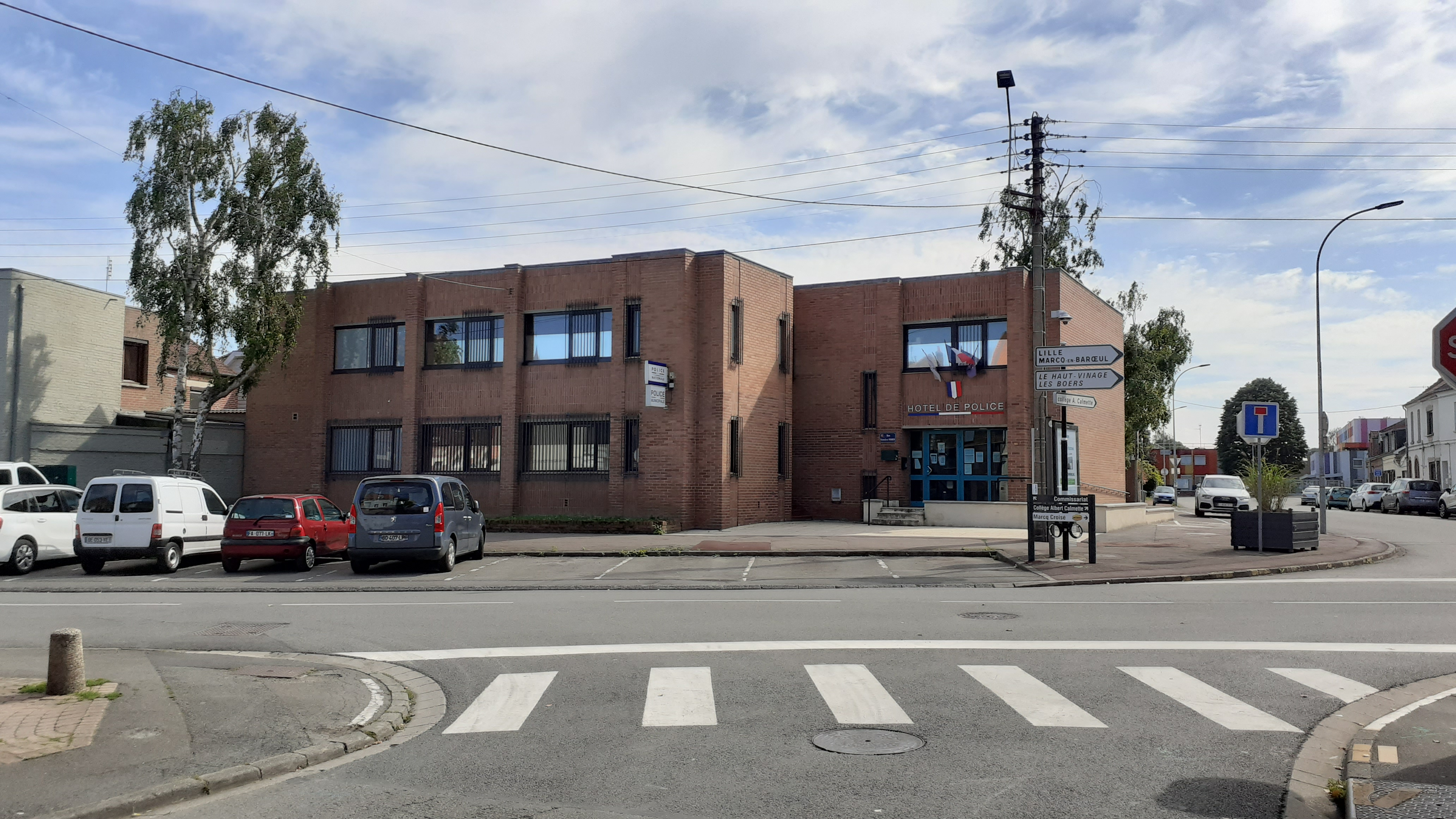
一处派出所

### 教育
瓦斯卡勒属于里尔学区。截至2023年1月1日，瓦斯卡勒境内共有5所幼儿园、6所小学、1所初级中学和1所职业高中。2022至2023学年度，瓦斯卡勒境内共有在校中等教育阶段学生407名。

### 医疗
截至2023年1月1日，瓦斯卡勒境内共有全科医生13名、保健师37名、牙医11名、护士34名、眼科医生20名、皮肤科医生1名、助产士4名、药房7家、养老院5家、残疾人帮扶中心1家。
距离瓦斯卡勒最近的区域性医疗机构为里尔大学中心医院，后者亦是法国的一个大学教学医院，该系统共包括12个医院，总床位数达2,934个，是上法兰西大区规模最大的公立综合性医院，其主病区位于里尔市区西南部，距离瓦斯卡勒市区的正常车程大约17分钟。

### 住房
2021年，瓦斯卡勒境内共有各类住房10,054套，其中58.4%为独立式住宅，39.8%为集中式住宅。常住房屋占瓦斯卡勒市镇范围内居民建筑总量的93.8%。2023年，瓦斯卡勒的居住税率为30.80%，不动产税率为46.31%（其中空置土地的不动产税率为57.56%）。
在住房保障政策方面，2023年，瓦斯卡勒境内共有4,030户家庭获得了家庭津贴补助，受益人数占总人口数量的19.5%，其中1,425份为房租补助。

### 商业
2021年，瓦斯卡勒境内共有各类实体商铺358家，其中餐厅42家、大型超市9家、杂货店4家、面包房15家、肉铺3家、书店1家、装饰品店1家、银行门店8家、美容美发店20家、汽车维修店13家。瓦斯卡勒镇中心建有一家家乐福便民超市；市区北侧有一处大型商业购物中心，有家乐福、Boulanger、Picard等购物商场；市区东北部还有Grand Frais和Lidl超市。

### 体育
2023年，瓦斯卡勒境内共有1家游泳池、5间体育馆、1座综合体育场、1处网球场、3处足球或橄榄球场以及4处篮球或排球场。
截至2025年6月，瓦斯卡勒境内共有三家注册足球俱乐部。瓦斯卡勒足球俱乐部（编号500899）是当地的代表性足球队，成立于1924年，其主队曾在1997至2004年间参与职业联赛，2024至2025赛季参加法国全国乙组联赛（法国第四级别），其主场为吕西安·蒙塔涅球场（Stade Lucien-Montagne）。

### 环境
瓦斯卡勒的环境事务由其所属的里尔欧洲都会区联合各级政府协调负责。2021年，瓦斯卡勒境内共有1家污染企业。

### 治安
2021年，瓦斯卡勒市镇范围内共有1处派出所。
2024年，瓦斯卡勒市镇范围内累计记录各类案件1,144起，其中盗窃类案件629起，人身侵犯类案件214起，毒品交易类案件23起。

## 文化

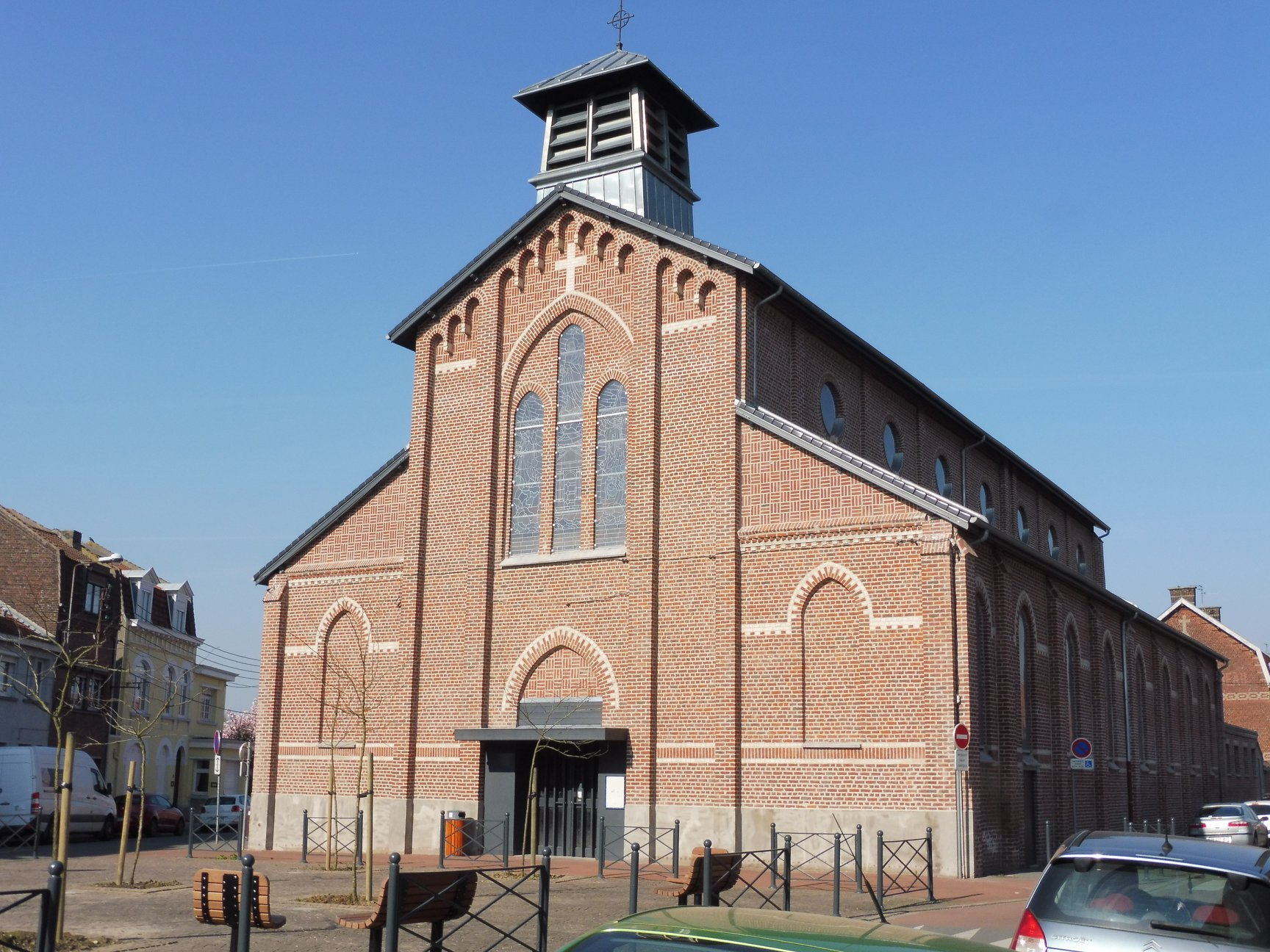
圣克莱芒教堂

2023年，瓦斯卡勒境内共有1家剧场、1家电影院和1家音乐厅。瓦斯卡勒境内建有马克桑斯·范德梅尔施图书馆（Bibliothèque Maxence Van der Meersch），每周二、三、五、六向公众开放。

### 建筑
截至2025年6月，瓦斯卡勒境内共有1处建筑被列入法国国家文物保护单位，为勒费夫尔-马尔费（Lefebvre-Malfait）校园旧址，此外圣克莱芒教堂、圣尼古拉教堂（Église Saint-Nicolas de Wasquehal）等也是当地的地标性建筑物。

### 旅游
瓦斯卡勒的旅游事务由其所属的里尔欧洲都会区联合各级政府协调负责。2024年，瓦斯卡勒境内共有2家酒店共计155间房间。

### 媒体
法国主要的媒体均可在瓦斯卡勒接收，法国电视三台下属的上法兰西大区频道在部分时段播出瓦斯卡勒所在北部省的地方新闻。《北部之声》、《自由周刊》、Ici北部、BFM大里尔电视台等是当地主要的地方性媒体。

## 友好城市
截至2025年6月，瓦斯卡勒共与一座城市建立了友好城市关系：
- 比利时 贝讷-厄赛（1970年）